# Kojtepa
Koordinaten: 39° 36′ 20″ N, 66° 40′ 17″ O
Kojtepa ist eine archäologische Ausgrabungsstätte im heutigen Usbekistan in der Nähe von Samarqand. Es handelt sich um die Reste einer Stadt, die vom 3. Jahrhundert v. Chr. bis ins 3. Jahrhundert n. Chr. bewohnt war. Der Ruinenhügel ist heute noch 175 m lang und 150 m breit und bedeckt damit etwa 2,52 Hektar.
Systematische Ausgrabungen finden in Kojtepa seit 2008 statt. Bei Beginn der Ausgrabungen war der Ruinenhügel schon stark zerstört. Vor allem die Nordseite ist fast vollkommen abgetragen. Die Untersuchungen konzentrierten sich deshalb vor allem auf die südliche Hälfte. Die Ausgrabungen haben bisher nur kleine Abschnitte der Stadt freigelegt. Die meisten Bauten waren aus Lehmziegeln errichtet. Es konnten Reste von Befestigungsanlagen freigelegt werden. An Fundgut fand sich vor allem Keramik, aber auch Webgewichte. Die Reste einer Tonfigur wurden gefunden. Ansonsten hat die Stadt einen sehr landwirtschaftlichen Charakter, worauf vor allem zahlreiche Mahlsteine hinweisen.